# Крупинки (міні-серіал)
«Крупинки» (англ. Scruples) — телевізійний міні-серіал 1980 року, знятий на основі роману Джудіт Кранц 1978 року. Його виробляв Warner Bros. У головній ролі Ліндсі Вагнер.
Крупинки стали фінальною появою у кар'єрі для Джині Тірні на екрані.

## Сюжет
Вільгельміна Ханневелл Уінтроп - звичайна молода жінка і «бідна родичка» Уінтропів, заможної бостонської родини. Після закінчення середньої школи дівчина отримує суму грошей і їде жити до Парижа з друзями сім'ї. Там вона зазнає трансформації як тіла, так і душі, спочатку схуднувши, а потім перейнявшись паризького стилю під керівництвом Ліліан, елегантної француженки, яка є її господинею. Її також знайомлять з Едуардом, племінником Ліліан, який дає їй прізвисько «Біллі». Це її перша любов, але коли аристократичний, але безглуздий Едуар виявляє, що Біллі просто бідна родичка сім’ї Уінтроп, він показує свій справжній характер і припиняє стосунки.
Біллі повертається до Америки та переїжджає до Нью-Йорка, де її наймають в Ikehorn Enterprises секретарем. Під час ділової зустрічі в Каліфорнії вона зав'язує романтичні стосунки із заможним генеральним директором Еллісом Айкехорном, який набагато старший за неї. Потім вони одружуються, і наступні кілька років вони щасливі, оскільки Біллі та Елліс живуть гламурним життям. Однак пізніше Елліс переживає інсульт, і Біллі переїжджає з Манхеттена в ексклюзивний квартал Бел Ейр в Лос-Анджелесі для кращого клімату.
Біллі наймає медсестру-чоловіка Джейка Кейссі, щоб доглядати за Еллісом. Однак Біллі живе самотньо у їхньому величезному будинку і безцільно дивиться на якусь мету у своєму житті, врешті-решт розвиваючи примус робити покупки на Беверлі-Хіллз. Елліс радить їй знайти заняття, можливо, моду. Через деякий час Елліс помирає і залишає Біллі величезне багатство. Джейк, спонуканий боргами, намагається шантажувати Біллі, але марно.
Прислухаючись до порад Елліса, Біллі вирішує відкрити розкішний бутік на Rodeo Drive під назвою «Крупинки». Вона наймає молодого французького дизайнера Валентину О'Ніл для розробки дизайнерського одягу для покупців, а також наймає близького друга Валентини, Спайдера Елліота, колишнього фотографа моди, який стає креативним директором магазину. Однак Валентина та Спайдер мають власні історії непростих стосунків, коли Валентина спочатку зв'язується зі своїм босом, а пізніше із одруженим адвокатом Біллі Джошем Хілманом. А Спайдер шукає кохання разом з проблемною актрисою Мелані Адамс.
Після успіху «Крупинок» Біллі виходить заміж за Віто Орсіні, кінорежисера. Оскільки вона також є частковою власницею голлівудської студії (активи, які їй залишив Елліс), вона допомагає Віто фінансувати його новий фільм «Дзеркала». Однак бос студії Курт Арві не задоволений втручанням Біллі в його студію і має намір саботувати будь-які шанси на успіх фільму. Під час цього сценарію Біллі також дружить з Доллі Мун, яскравою актрисою другого плану у фільмі Віто.
Пізніше відбувається боротьба за владу, коли Курт Арві намагається конфіскувати фільм Віто, перш ніж його можна буде закінчити, і тримає його зачиненим у сховищах студії. Біллі та Спайдеру вдається викрасти фільм назад, щоб Віто закінчив монтаж фільму вдома. Тим часом Біллі знову загрожує Джейк Кассіді, який вривається в її будинок, але його затримала поліція вчасно. Історія закінчується, коли фільм Віто отримує премію Оскар за найкращий фільм, і Біллі оголошує, що вагітна первістком. У той же час Спайдер і Валентина розуміють, що їх тривала дружба перетворилася на любов.

## Акторський склад
- Ліндсі Вагнер у ролі Біллі Айкехорна
- Баррі Боствік у ролі Спайдера Елліотта
- Марі-Франс Пізьє в ролі Валентини О'Ніл
- Ефрем Цимбаліст-молодший у ролі Елліса Айкехорна
- Нік Манкузо у ролі Віто Орсіні
- Конні Стівенс у ролі Меггі Макгрегор
- Роберт Рід у ролі Джоша Хілмана
- Кім Кетролл у ролі Мелані Адамс
- Гевін Маклауд у ролі Курта Арві
- Гері Грем в ролі Джейка Кейссі
- Джин Тірні в ролі Гаррієт Топпінгем

## Історія
Знятий за романом Джудіт Кранц, «Крупинки» досягли успіху в рейтингу мережі CBS, скориставшись знайденим смаком публіки до глянцевих телевізійних мелодрам, які домінували у рейтингах більшу частину 1980-х, та форматом міні-серіалу, який стає популярним у таких постановках, як Rich Man, Poor Man (1976) та Roots (1977). Подібні пишні постановки за мотивами романів-бестселерів відбудуться протягом наступних кількох років, зокрема «Мереживо» (1984), «Голлівудські дружини» (1985), «Гріхи» (1986) та «Я візьму Манхеттен»  у 1987 році, яке також було засновано на романі Кранц.
Завдяки успіху міні-серіалу, сюжет для потенційного щотижневого серіалу (за участю іншого складу, включаючи Шеллі Сміт і Дірка Бенедикта) був випущений в 1981 році  але не мав успіху. У 2012 році був зроблений ще один сюжет для потенційного щотижневого серіалу з Клер Форлані та Чадом Майклом Мюрреєм, але це теж не вдалося. 
Ліндсі Вагнер з'явиться в іншій адаптації Джудіт Кранц, «Принцеса Дейзі», в 1983 році. Баррі Боствик також з'явиться у телевізійних екранізаціях романів Кранца «Я візьму Манхеттен»  у 1987 році та «До зустрічі знову» у 1989 році.

## Домашній перегляд
Міні-серіал вийшов на домашньому відео з подвійною касетою в середині 1990-х років Warner Home Video.
Фільм вийшов на DVD у 2008 році, але лише в Австралії (регіон 4). У січні 2010 року компанія Warner Bros. зробила міні-серіал доступною на DVD в США у вигляді 3-дискового набору через колекцію Warner Archive Collection - онлайн-сервіс, в якому клієнти можуть придбати DVD на замовлення у бібліотеці Warner Bros.  [Архівовано 3 березня 2012 у Wayback Machine.]